# Фокс теријер
Фокс теријер је ловачки пас из групе теријера. Пре свега се користио за лов на лисице, али је у новије време и кућни љубимац.

## Историјат
Најновија истраживања казују да се ова врста спомиње још у 12. веку у разним књигама у вези са ловом, највише због храбрости и вештине. Порекло ове расе је из Велике Британије. Посебно је био популаран у 19. веку. Већински служио је као ловни пас, али је у време првог светског рата коришћен и у борбама због своје оданости према власнику, ходао је са снајперистима као заштита. Ова врста временом се смањивала, женка фокс теријера је до гребена износила око 65-70 центиметара и тешка 40 до 47 килограма, док је за мужјаке стандард висина била до гребена леђа 71 до 76 cm (толеранција +2 cm) а тежина 51-60 kg, што је веома слично данашњем Доберману.

## Карактеристике
Достиже висину до 0,395 м, са ногама које нису ни сувише кратке ни сувише дугачке. Предње ноге, које су праве, у ходу су избачене напред. Плећке су широке и чврсте, забачене уназад. Грудни кош није преширок, леђа су права, а слабине благо савијене и мишићаве. Глава је пљосната, са малим ушима у облику латиничног слова „V“ која падају према напред, уз образе. Реп је постављен високо. Одрасли пас достиже масу од седам до девет килограма. Ова раса је једна од раса која има најразвијенији њух, у носу садржи до 150 милиона етмоидалних ћелија, што је изнад просека једног пса (просек етмоидалних  ћелија код паса је 110 милиона).

## Анатомија и повреде
- Пробавни систем Органи који чине пробавни систем су: Уста, Језик, Једњак, Трбух, Јетра, Гуштерача, Танко црево, Дебело црево, Ректум, Анус
- Лигаменти код ове расе су изузетно развијени јер су веома активни и долазе у свакакве ситуације у којима се могу повредити, зато су ту чврсти лигаменти који спречавају довођење у ту ситуацију.

- Удовне кости су мале и танке, али чврсте изнутра. Због танке подколенице фокс теријери се морају коректовати док су млади, у каснијем узрасту задње ноге могу криво израсти, самим тим лумбални пршљенови попуштају и долази до протрузије дискова.

- Један од најчешћих проблема код фокс теријера је управо ишчашење рамена, које се састоји од помицања главе надлактичне кости из шупљине у којој је причвршћен, што узрокује оштећење тетива и лигамената на овом подручју.

- Повреда Patela  може се догодити приликом физичког контакта ( нпр. ударац у дрво) тада се Tibia повлачи у равну са Fibulom, oваква повреда захтева или одмарање или киропрактичара.
- Такође једна од чешћих повреда јесте повреда зглоба Carpusa (зглоб испод потколенице, спаја шапу и колено) ова повреда се дешава при доскоку и армотизацији након доскока, временом припоји ојачају па је шанса за повреду веома мала.

- Повреда торакалних пршљенова је ретка, али једна од најгорих. Ова повреда се дешава када је пас у ваздуху, у екстензији (уколико је ухватио канап и држи се у ваздуху) и у том тренутку добије ударац или буде гурнут, (сва његова концентрација је усмерена на оно шта држи) дакле, мали контакт може му повредити торакалне пршљенове јер је у екстензији (у овом тренутку пас овакве грађе буде чак до 5 центиметара дужи). Највећи проблем код ове повреде јесте што се дуго лечи, а најгора ситуација је да остане парализован, до тога долази када му се при контакту дискови трајно помере, у цервикалном делу. Тада се задњи удови не могу померати, што значи да ће пас заувек остати у колицима.

## Варијанте
Постоје два варијетета, која се међусобно разликују према квалитету длаке; оштродлаки и краткодлаки. Код оштродлаког се највише цени када је длака толико густа, да се кожа не види када се прстима раздвајају длаке. Код оба варијетета се цене примерци са највише белина, што значи да се тиграсте и црвенкасте мрље сматрају маном. Маном се сматрају и различита боја једног и другог ока, као и неправилности у грађи уста и вилице. Према најновијим иворима ради се на новом варијетету " Мини Фокс Теријер" такође ће се делити на две подврсте оштродлаки и краткодлаки, само што ће бити мањи па ће самим тим бити погоднији за станове или куће са мањим двориштима.
| Алтернативно име |
| --- |
| Оштродлаки Фокс Теријер Краткодлаки Фокс Теријер |
| Земља порекла |
| Велика Британија |
| Класификација |
| Цароствo: Animalia Домен: Eukaryota Тип: Chordata Класа: Mammalia Ред: Carnivora Породица: Canidae Род: Canis Врста: Canis Lupus Подврста: Canis lupus familiares |
| Trinomijalno Ime |
| Canis lupus familiares |

## Нарав (генерално)
Због динамичног темперамента, овој раси је потребно много физичке активности. Тешко подноси да буде затворен и везан. Према газди је веран и пријатан, али и љубоморан. Незгодна карактеристика му је што напада друге псе. Показало се да уз правилну дресуру може да постане ефикасан пас чувар. Фокс Теријери се сматрају за тврдоглаву, али једну од најоданијих раса. Сва та тврдолавост у тренутку опасности нестаје, те су ту да изгубе живот како би спасили своје вољене.

## Исхрана
Мали пси имају брз метаболизам, што значи да енергију сагоревају великом брзином па иако имају мале стомаке они морају да једу мало али често. Храна за мање расе је посебно дизајнирана са одговарајућим нивоима кључних и хранљивих састојака, мањим гранулама како би одговарале устима. Ово такође побољшава варење и развија жвакање

## Животни век
Животни век код фокс теријера је доста дугачак. У просеку живе око 12-13 година, што не значи да не могу живети мање или више од ове бројке.

## Краткодлаки Фокс Теријер
Теријер са кратким леђима и дугим лицем, овај пас има кратку, глатку длаку претежно беле боје, са или без смеђих и / или црних ознака. Има глатке, елегантне линије и делује снажно, компактно и спремно за акцију. Кад у потпуности одрасте, краткодлаки фокстеријер је висине око 39 cm или ниже и тежи приближно 7,5-8 kg (мужјаци) и 7-7,5 kg (женке)
Пореklo
Тотално издресирани су били тек у 19. веку, укључујући црносмеђег теријера и бул теријера, раса краткодлаког фокстеријера узгајана је како би пронашла лисицу и истерала је из јазбине, тако да би пси и коњићи могли и даље ловити ако је ушла у земљу. Такође је коришћен за истребљивање штеточина. Првобитно је раса класификована као фокстеријер са две сорте - оштродлаком и краткодлаком длаком - а међусобно укрштање између сорти било је уобичајено у раним годинама али се сада сматрају прилично различитим, са сопственим стандардима расе.
Нарав
Краткодлаки фокстеријер често има одважан, храбар карактер и ничега се не боји, али ни њега се не треба плашити, јер је дружељубив пас, посебно према својим власницима. Као што бисте и очекивали, с обзиром на његово наслеђе радног теријера, овај пас воли да копа, па би баштовани требало да осигурају да му одређена цењена биљка буде недостатна. Био би веома захвалан уколико може посвећено да копа јаме где може да закопава играчке и жваће их до миле воље.
Краткодлаки фокстеријер је углавном врло здрава раса. Међутим, као и као многе расе малих / патуљастих паса, могу да пате од ишчашења чашице колена које могу привремено склизнути с места (луксација пателе) и неких наследних очних проблема. Пошто се могу појавити ови наследни проблеми, саветује се рутинско тестирање очију паса за узгој.
Тренинг
Активном псу као што је краткодлаки фокстеријер потребно је најмање сат времена вежбања дневно а треба му и више. Уживају кад су заузети - било да патролирају баштом тражећи глодаре, копају или вежбају псеће спортове с вама. У шетњама ће јурити веверице, мачке или друге ситне зверчице, па га држите на повоцу у подручјима где постоји саобраћај или друге опасности.
Нега / дотеривање
Кратко, глатко, равно крзно је претстављало заштиту од околине кад је овај пас био радни. Недељна нега и годишње тримовање учиниће да изгледа заиста уредно, иако се свакодневно четкање препоручује у току периода лињања.

## Оштродлаки Фокс Теријер
Порекло
Развијена од регионалног теријера обложеног црносмеђом оштрим длаком из Валеса, Дербиширеа и Дурхама, оштродлаки фокстеријер се користи од 18. века јер је тек тада комплетно припитомљен и научен (припитомљен је пре краткодлаког теријера) за лов на лисице тако што их истерују из јазбине, како би се лов могао наставити. Првобитно је раса класификована као фокстеријер са две сорте - оштродлаком и краткодлаком длаком - а међусобно укрштање између сорти било је уобичајено у раним годинама али се сада сматрају прилично различитим, са сопственим стандардима расе.
Нарав
Опрезан, увек спреман теријер, оштродлаки фокстеријер је стално активан пас коме је потребно да буде заузет. Ако му је досадно, наћи ће властиту забаву - у копању, лајању или проналажењу друге 'забаве'. Смели, отворени теријер, требало би да буде пријатељски расположен према људима али његов оштри ловачки инстинкт може да буде увек присутан.
Здравље
Оштродлаки фокстеријер је генерално врло здрава раса. Међутим, као и многе расе малих / патуљастих паса, могу да пате од ишчашења чашице колена које могу привремено склизнути с места (луксација пателе) и неких наследних очних проблема.
Тренинг
Оштродлаком фокстеријеру је потребно најмање сат времена свакодневног тренинга. Иако може да се социјализује као штене да сретно живи са породичном мачком, вероватно ће јурити све остале мачке које нађе кад је напољу, као и сва остала мала, брза створења, па будите сигурни да је на повоцу у градским и прометним местима.
Нега / дотеривање
Густа, оштра длака дуга је 2-4 cm, а поддлака је кратка и мекана. Длака на њушци даје овом псу карактеристични изглед. Четкањем и чешљањем сваки други дан длака ће остати без чворова или ћете такође морати ручно да се чупкате три до четири пута годишње.